# Mésange de Taïwan
Machlolophus holsti
Espèce
Statut de conservation UICN

 NT  : Quasi menacé
La Mésange de Taïwan (Machlolophus holsti, anciennement Parus holsti) est une espèce de passereaux de la famille des paridés.

## Répartition
C'est une espèce endémique du centre de Taïwan.

## Taxinomie
À la suite de l'étude de Johansson et al. (2013) sur les relations phylogéniques des espèces au sein de la famille des Paridae, le genre Parus est redéfini pour être monophylétique. Le Congrès ornithologique international répercute ces changements dans sa classification de référence version 3.5 (2013), et la Mésange de Taïwan (anciennement Parus holsti) est déplacée vers le genre Machlolophus.